# Aziatische Formule Renault Challenge
De Aziatische Formule Renault Challenge is een Formule Renault 2.0 kampioenschap in het Verre Oosten. Het bestaat uit twee kampioenschappen, het Aziatische Formule Renault Challenge en de Chinese Formule Renault Challenge. Er is ook nog een derde kampioenschap waar deze gecombineerd worden, het Internationale Formule Renault Challenge. Het kampioenschap wordt georganiseerd door Formula Racing Development Limited en Renault Sport. Tatuus maakt de auto´s voor deze klasse. De auto heeft een 2.0 Renault Clio motor. 

## Kampioenen

### Coureurs
| Jaar | Aziatische Formule Renault Challenge              | Aziatische Formule Renault Challenge | Chinese Formule Renault Challenge |
| Jaar | Internationale Formule Renault Challenge Category | Aziatische Formule Renault Challenge | Chinese Formule Renault Challenge |
| ---- | ------------------------------------------------- | ------------------------------------ | --------------------------------- |
| 2007 | Pekka Saarinen                                    | Jim Ka To                            | Pekka Saarinen                    |
| 2006 | Pekka Saarinen                                    |                                      | Alexandre Imperatori              |
| 2005 | Hanss Lin                                         | ?                                    |                                   |
| 2004 | Hideaki Nakao                                     | ?                                    |                                   |
| 2003 | Rodolfo Ávila                                     | Rodolfo Ávila                        |                                   |
| 2002 | Congfu Cheng                                      | ?                                    |                                   |

### Teams
| Jaar | Aziatische Formule Renault Challenge                        | Aziatische Formule Renault Challenge | Chinese Formule Renault Challenge |
| Jaar | Internationale Formule Renault Challenge Challenge Category | Aziatische Formule Renault Challenge | Chinese Formule Renault Challenge |
| ---- | ----------------------------------------------------------- | ------------------------------------ | --------------------------------- |
| 2007 | M3 Racing Team                                              | M3 Racing Team                       | M3 Racing Team                    |
| 2006 | Asia Racing Team                                            |                                      | ?                                 |
| 2005 | Shangsai FRD Team                                           | ?                                    |                                   |
| 2004 | ?                                                           | ?                                    |                                   |
| 2003 | ?                                                           | ?                                    |                                   |
| 2002 | ?                                                           | ?                                    |                                   |